# الحمومي عين اسعيد (ملوسة)
الحمومي عين اسعيد هي إحدى مشيخات المملكة المغربية، تتبع جغرافيا لإقليم الفحص أنجرة وإداريًا لملوسة. يقدر عدد سكانها بـ 3621 نسمة حسب الإحصاء الرسمي للسكان والسكنى لسنة 2004.